# Zuiderkerk (Aalten)
De Zuiderkerk in Aalten was oorspronkelijk een gereformeerde kerk, tegenwoordig in gebruik als een Protestantse Kerk in Nederland.
Het is een rechthoekig modern gebouw met een vrijstaande klokkentoren. Op de achterwand van het gebouw staat een muurschildering met daarop een symbolische weergave van verschillende heilsfeiten afgebeeld. Aan de buitenmuur een schildering van Mozes bij het brandende braambos.

## Orgel
In 1962 kreeg de firma Ahrend & Brunzema opdracht om de kerk te voorzien van een orgel. Het werd in 1968 opgeleverd.